# موزاكيون (كارديتسا)
موزاكيون (Μουζάκιον) هي مدينة في كارديتسا في مقاطعة فوريا إلادا في اليونان.